# 검은 삼연성
검은 삼연성(영어: Black Tri-Stars, 일본어: 黒い三連星, くろいさんれんせい)은 TV 애니메이션 《기동전사 건담》에 등장하는 가공의 부대 명칭이다. 가이아, 오르테가, 매쉬의 3인으로 구성된 모빌 슈트 파일럿 팀이다.
작품 내에서 적측 세력인 지온 공국군 소속이다. 돔에 탑승해 지구연방군의 건담을 조종하는 주인공 아무로 레이를 제트 스트림 어택이라는 삼위일체의 전법으로 농락한다.
작품 내에서 과거에 루움 전역에서 지구연방군의 레빌 장군을 포로로 잡은 것이 거론되었고, 그 후에 메카닉 디자인 기획 《모빌 슈트 베리에이션》(MSV) 등에서도 과거의 탑승기나 경력이 설정되었다. 또한 만화, 영화 및 TV 애니메이션 《기동전사 건담 디 오리진》에서 작가인 야스히코 요시카즈의 독자적인 해석도 곁들여지면서 과거에서부터 건담과의 전투까지의 모습이 그려졌다.

## 같이 보기
- 기동전사 건담
- 돔